# Parlamentswahl in Sri Lanka 2020

Zusammensetzung des neu gewählten Parlaments:

Die Parlamentswahl in Sri Lanka 2020 fand am 5. August 2020 statt. Die Wahl war zunächst auf den 25. April 2020 als vorgezogene Wahl angesetzt gewesen. Aufgrund der COVID-19-Pandemie wurde der Wahltermin verschoben. Die Wahl war durch das weitgehende Verschwinden der beiden traditionellen großen Parteien Sri Lankas, der United National Party (UNP) und der Sri Lanka Freedom Party (SLFP), gekennzeichnet. Diese hatten bei der letzten Wahl 2015 zusammen noch fast 90 % der Stimmen erhalten. An ihre Stelle traten zwei 2018 bzw. 2020 neu gegründete Parteien, die Sri Lanka Podujana Peramuna (SLPP) und die Samagi Jana Balawegaya (SJB). Die Wahl wurde mit absoluter Stimmenmehrheit durch die SLPP unter Mahinda Rajapaksa gewonnen.

## Vorgeschichte
Zur längeren Vorgeschichte siehe Präsidentschaftswahl in Sri Lanka 2019#Entwicklungen seit der letzten Wahl
Bei der letzten Parlamentswahl 2015 hatte die United National Party (UNP) die absolute Mandatsmehrheit errungen. Der ebenfalls im Jahr 2015 mit Unterstützung der UNP neu ins Amt gewählte Präsident Maithripala Sirisena (SLFP) ernannte daraufhin Ranil Wickremesinghe (UNP) zum neuen Premierminister. Präsident Sirisena und die Regierung setzten mit der Verabschiedung des 19. Verfassungszusatzes im Jahr 2015 ein zentrales Wahlversprechen um. Dieser Verfassungszusatz übertrug wesentliche Machtbefugnisse, die bisher beim Präsidenten gelegen hatten, auf das Parlament und den Premierminister und wandelte Sri Lanka damit von einer Präsidialdemokratie zum Teil in eine parlamentarische Demokratie um. Der Präsident und Premierminister arbeiteten anfänglich gut zusammen. In der Folgezeit kam es jedoch zu Differenzen, die in der zeitweiligen Entlassung des Premierministers durch den Präsidenten im Jahr 2018 gipfelten. Dadurch wurde die Regierungsarbeit teilweise gelähmt und das ursprüngliche Reformprogramm der Regierung kam zum Erliegen.
Die Präsidentschaftswahl am 16. November 2019 gewann der Oppositionskandidat Gotabaya Rajapaksa (Sri Lanka Podujana Peramuna, SLPP). Dadurch entstand ein Gegensatz zwischen dem Präsidenten einerseits und der UNP-Regierung sowie dem von der UNP dominierten Parlament andererseits. Von Seiten des Präsidenten und der oppositionellen SLPP wurde daher eine Neuwahl des Parlaments angestrebt. Nach der Verfassung Sri Lankas war eine Selbstauflösung des Parlaments frühestens 4½ Jahre nach seiner Wahl möglich. In diesem Fall war das der Februar 2020. Für die Selbstauflösung war eine Zweidrittelmehrheit notwendig, über die keine der im Parlament vertretenen Parteien verfügte. Auf einem Treffen der UNP-Parlamentariergruppe am 18. November 2019 fasste diese den Beschluss, dass sie eine vorzeitige Auflösung des Parlaments unterstützen werde, um die politischen Verhältnisse zu klären. Am 20. November 2019 trat Wickremesinghe von seinem Amt als Premierminister zurück. Daraufhin ernannte der neu gewählte Präsident am Folgetag seinen Bruder, den SLPP-Parteiführer Mahinda Rajapaksa zum neuen Premierminister.

## Wahltermin
Am 4. Dezember 2019 schlug der Vorsitzende der sri-lankischen Wahlkommission drei Termine vor, an denen die Parlamentswahl stattfinden könne, wenn das Parlament zum 1. März 2020 aufgelöst werde: den 25., 27. oder 28. April 2020.
Am 2. März 2020 löste Staatspräsident Gotabaya Rajapaksa das Parlament auf und setzte die Neuwahl für den 25. April 2020 an.
Angesichts der unsicheren Lage wegen der sich weltweit entwickelnden COVID-19-Pandemie, von der Sri Lanka allerdings noch vergleichsweise wenig betroffen war, verkündete die Wahlkommission Sri Lankas am 19. März 2020 die Verschiebung des Wahltermins vom 25. April 2020 um mindestens 2 Wochen. Ein genauer Alternativtermin wurde zunächst nicht bekannt gegeben. Durch die Verschiebung des Wahltermins drohte ein Verfassungskonflikt. Nach Artikel 70 der Verfassung Sri Lankas muss ein neu gewähltes Parlament spätestens drei Monate nach der Parlamentsauflösung, in diesem Fall also spätestens am 2. Juni 2020 zusammentreten. Eine Parlamentswahl hätte daher spätestens Ende Mai 2020 stattfinden müssen. Die Wahlkommission erklärte Anfang April 2020, dass dies unter den gegebenen Umständen kaum möglich sei.
Eine durch die Wahlkommission einberufene Allparteien-Konferenz am 11. Mai 2020 endete ohne Einigung. Die Parteienvertreter konnten sich nicht auf einen Wahltermin einigen und es wurde die Ansicht geäußert, dass ein Wahlkampf unter den Bedingungen der geltenden Ausgangssperre nicht möglich sei. Der Wahltermin wurden vom zunächst anvisierten 25. April 2020 auf den 20. Juni 2020 verschoben, jedoch erklärte die Wahlkommission, auch diesen Termin nicht einhalten zu können. Am 2. Juni 2020 wies das Oberste Gericht Sri Lankas die Einsprüche gegen die Verschiebung des Wahltermins zurück. Am 10. Juni 2020 legte die Wahlkommission den 5. August 2020 als Wahltermin fest.

## Besondere Regeln aufgrund der COVID-19-Pandemie
Am 18. Juli 2020 wurden Richtlinien und Vorschriften veröffentlicht, wie die Wahl und der Wahlkampf abzuhalten seien. Demnach waren während des Wahlkampfs nur Veranstaltungen mit maximal 300 (bei politischen Parteien oder vergleichbaren Gruppierungen 500) Teilnehmern erlaubt. Die Personendaten der Teilnehmenden mussten registriert werden, am Veranstaltungsort mussten Waschgelegenheiten vorhanden sein, jeder Teilnehmer hatte sich die Hände zu waschen, eine Distanz von einem Meter zwischen den Teilnehmern war einzuhalten und alle Teilnehmer hatten Schutzmasken zu tragen. Dieselben Vorschriften galten auch für die Wahl im Wahllokal. Wahlwerbung von Haus zu Haus durfte nur in Gruppen von maximal fünf Personen betrieben werden.

## Wahlmodus
Das Parlament Sri Lankas setzt sich aus 225 Abgeordneten zusammen. 29 Abgeordnete werden über landesweite Listen entsprechend dem Stimmenanteil der Parteien bestimmt. Die restlichen 196 Abgeordneten werden in 22 Mehrpersonen-Wahlkreisen (electoral districts), die weitgehend identisch mit den Verwaltungsdistrikten Sri Lankas sind, gewählt. In jedem Wahlkreis wird eine bestimmte Zahl von Abgeordneten nach dem Verhältniswahlrecht entsprechend dem Stimmenanteil der jeweiligen Parteien gewählt und es gilt eine 5-Prozent-Sperrklausel. Die Wähler haben dabei die Möglichkeit die Reihenfolge auf dem Stimmzettel zu ändern, so dass nicht notwendigerweise die Kandidaten auf den ersten Plätzen der Parteiliste das Rennen machen. Im Vergleich zur letzten Wahl 2015 verlor der Wahlkreis (Distrikt) Matara aufgrund der veränderten Wählerzahlen einen Abgeordneten und der Wahlkreis (Distrikt) Moneragala gewann einen hinzu. Alle übrigen Wahlkreis-Gewichte blieben unverändert. Bei der Wahlkommission Sri Lankas waren vor der Wahl insgesamt 70 Parteien registriert, die alle jeweils einfache Wahlsymbole zugeteilt erhielten.

## Kandidatenauswahl und -registrierung, Parteien
Kandidatennominierungen konnten vom 12. bis 19. März 2020 vorgenommen werden. Insgesamt registrierten sich 7.452 Kandidaten, davon 3.652 aus registrierten und anerkannten politischen Parteien und 3800 Parteilose bzw. Unabhängige. Insgesamt kandidierten 313 unabhängige (nicht registrierte und anerkannte) Gruppierungen.
Da das sri-lankische Wahlrecht sehr stark große Parteien begünstigt, ist es üblich, dass kleinere Parteien sich mit größeren Parteien zu Wahlverbänden zusammenschließen, die formal als registrierte politische Parteien bei der Wahl antreten. Die Kandidaten dieser kleineren Parteien treten dann unter den Symbolen der größeren Parteien an und erhalten dafür aussichtsreiche Listenplätze von diesen zugeteilt.
Bemerkenswert an der jetzigen Wahl war der Umstand, dass die beiden großen Parteien, die seit der Unabhängigkeit in Sri Lanka politisch tonangebend gewesen waren und sich wechselseitig an der Regierung abgelöst hatten, die 1946 gegründete United National Party (UNP) und die 1951 gegründete Sri Lanka Freedom Party (SLFP), dieses Mal durch Parteineugründungen bzw. Abspaltungen stark in den Hintergrund gedrängt wurden. Einige Kommentatoren sprachen sogar vom Ende des klassischen Zweiparteiensystems UNP versus SLFP in Sri Lanka. Das politische Gewicht der SLFP hatte schon seit der Abspaltung des pro-Rajapaksa-Flügel und dessen Formierung als Sri Lanka Podujana Peramuna (SLPP) im Jahr 2016 stark abgenommen. Bei der UNP erwies sich die Rivalität zwischen dem Parteivorsitzenden Ranil Wickremesinghe und seinem Stellvertreter Sajith Premadasa als fatal für eine effektive Oppositionsarbeit. Vor der letzten Parlamentswahl 2015 war unter Beteiligung der UNP eine neue Partei United National Front for Good Governance gegründet worden, die als gemeinsames Sammelbecken für alle Rajapaksa-Gegner diente. Am 10. Februar 2020 gründete Sajith Premadasa mit Genehmigung der UNP-Führung die Samagi Jana Balawegaya (SJB), die den gleichen Zweck erfüllen sollte. Mehrere kleinere Parteien schlossen sich der SJB an, jedoch blieb der Wickremesinghe-Flügel der UNP-Anhänger ihr fern. Letztlich nominierten die UNP und die SJB unabhängig voneinander Kandidaten, so dass die UNP faktisch gespalten wurde.
Die Parteiengruppierungen, die bei der letzten Wahl unter dem Banner der United People’s Freedom Alliance (UPFA) angetreten waren, kandidierten dieses Mal unter den Symbolen der SLPP bzw. in einigen Distrikten der SLFP. Die Janatha Vimukthi Peramuna (JVP) schloss sich mit anderen politisch ähnlich Gesinnten zur Jathika Jana Balawegaya (engl. National People’s Power) zusammen. Ein Teil der JVP kandidierte separat auf den Listen der Frontline Socialist Party.
Die Tamil National Alliance (TNA) ein Zusammenschluss von sri-lanka-tamilischen Parteien, stellte Kandidaten in den Wahlkreisen Vanni, Jaffna, Trincomalee, Batticaloa und Ampara auf, verzichtete aber zugunsten der Tamil Progressive Alliance auf die Aufstellung von Kandidaten in den Wahlkreisen Colombo und Gampaha. Die Tamil Progressive Alliance (TPA), die größte Parteiorganisation der indischen Tamilen, schloss sich der Samagi Jana Balawegaya von Sajith Premadasa an.

Spitzenkandidaten
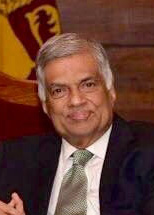
Ranil Wickremesinghe (UNP)
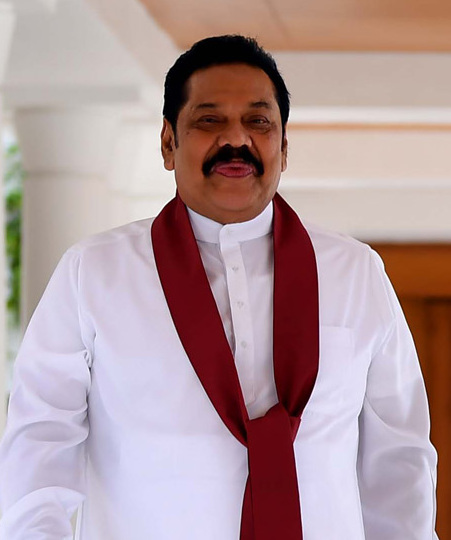
Mahinda Rajapaksa (SLPP)
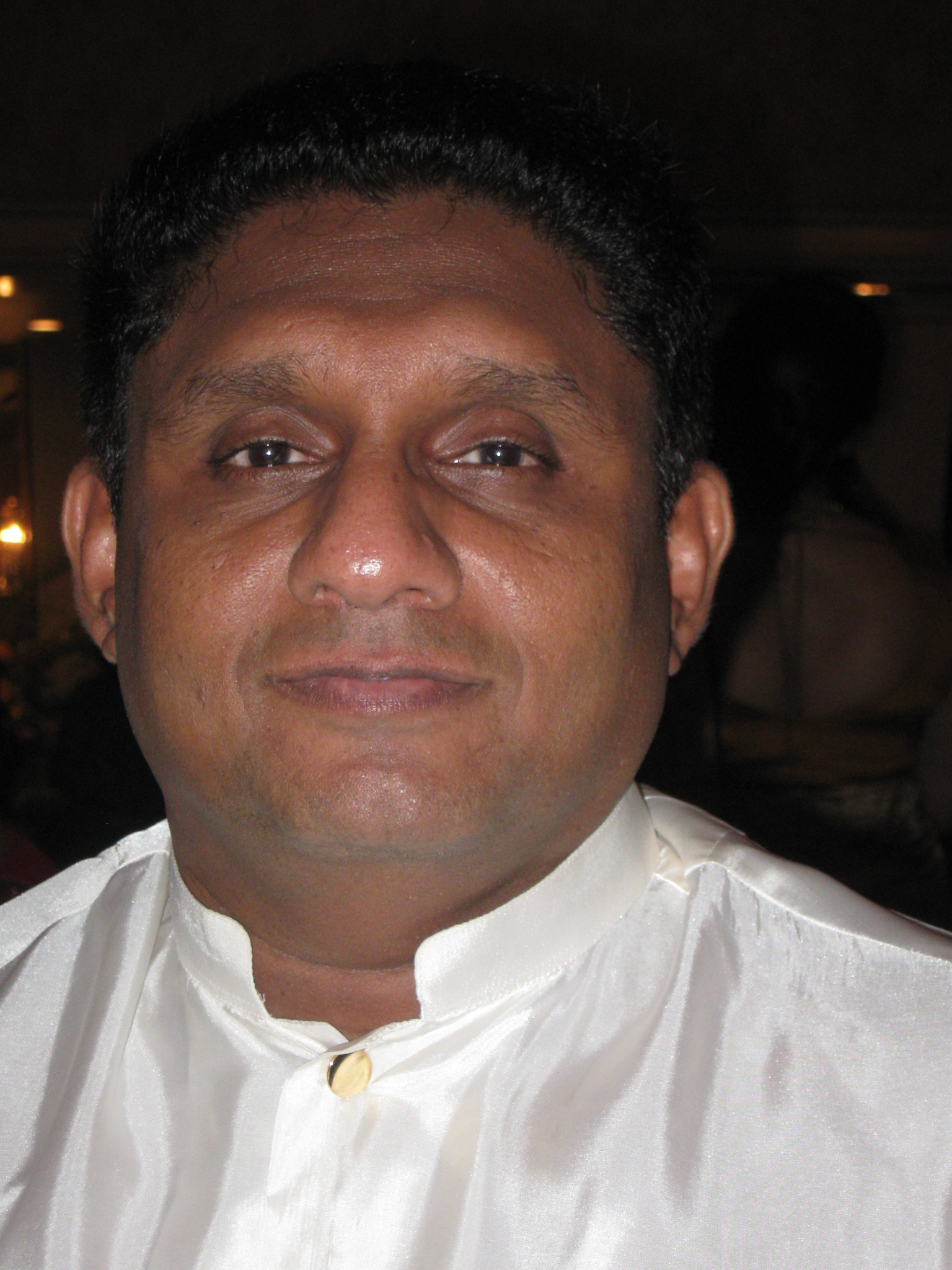
Sajith Premadasa (SJB)
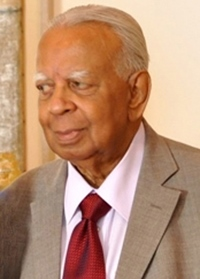
R. Sampanthan (TNA)

## Ergebnisse

### Gesamtergebnis
Die landesweite Wahlbeteiligung nahm im Vergleich zur Wahl 2015 leicht ab und lag bei 75,90 %.
| Partei/Wahlbündnis                                            | Partei/Wahlbündnis                                            | Kürzel                                                        | Stimmen              | %     | Sitze      | Sitze      | Sitze  |
| Partei/Wahlbündnis                                            | Partei/Wahlbündnis                                            | Kürzel                                                        | Stimmen              | %     | landesweit | Wahlkreise | gesamt |
| ------------------------------------------------------------- | ------------------------------------------------------------- | ------------------------------------------------------------- | -------------------- | ----- | ---------- | ---------- | ------ |
|                                                               | Sri Lanka Podujana Peramuna                                   | SLPP                                                          | 6.853.693            | 59,09 | 17         | 128        | 145    |
|                                                               | Samagi Jana Balawegaya                                        | SJB                                                           | 2.771.984            | 23,90 | 07         | 047        | 054    |
|                                                               | Janatha Vimukthi Peramuna als Jathika Jana Balawegaya         | JVP/JJB                                                       | 445.958              | 3,84  | 01         | 02         | 03     |
|                                                               | Tamil National Alliance als Illankai Tamil Arasu Kachchi      | TNA/ITAK                                                      | 327.168              | 2,82  | 01         | 09         | 010    |
|                                                               | United National Party                                         | UNP                                                           | 249.435              | 2,15  | 01         | 0          | 01     |
|                                                               | Ahila Ilankai Thamil Congress                                 | AITC                                                          | 067.766              | 0,58  | 01         | 01         | 02     |
|                                                               | Sri Lanka Freedom Party                                       | SLFP                                                          | 066.579              | 0,57  | 0          | 01         | 01     |
|                                                               | Eelam People’s Democratic Party                               | EPDP                                                          | 061.464              | 0,53  | 0          | 02         | 02     |
|                                                               | Alle übrigen zusammen                                         |                                                               | 754.882              | 6,51  | 01         | 06         | 07     |
| Gültige Stimmen insgesamt                                     | Gültige Stimmen insgesamt                                     | Gültige Stimmen insgesamt                                     | 11.598.929           | 100,0 | 29         | 196        | 225    |
| Ungültige oder leere Stimmzettel (in Prozent der abgegebenen) | Ungültige oder leere Stimmzettel (in Prozent der abgegebenen) | Ungültige oder leere Stimmzettel (in Prozent der abgegebenen) | 744.373 (6,03 %)     |       |            |            |        |
| Abgegebene Stimmen gesamt (Wahlbeteiligung)                   | Abgegebene Stimmen gesamt (Wahlbeteiligung)                   | Abgegebene Stimmen gesamt (Wahlbeteiligung)                   | 12.343.302 (75,89 %) |       |            |            |        |
| Registrierte Wahlberechtigte                                  | Registrierte Wahlberechtigte                                  | Registrierte Wahlberechtigte                                  | 16.263.885           |       |            |            |        |

### Ergebnisse nach Wahlkreisen
| Wahlkreis                         | Gültige Stimmen | Sitze | SLPP  | SLPP  | SJB   | SJB   | JJB  | JJB   | ITAK  | ITAK  | UNP  | UNP   | Andere | Andere | Wahlbe- teiligung |
| Wahlkreis                         | Gültige Stimmen | Sitze | %     | Sitze | %     | Sitze | %    | Sitze | %     | Sitze | %    | Sitze | %      | Sitze  | Wahlbe- teiligung |
| --------------------------------- | --------------- | ----- | ----- | ----- | ----- | ----- | ---- | ----- | ----- | ----- | ---- | ----- | ------ | ------ | ----------------- |
| Colombo                           | 01.182.776      | 19    | 57,04 | 12    | 32,73 | 6     | 5,72 | 1     | —     | —     | 2,61 | —     | 1,90   | —      | 73,94             |
| Gampaha                           | 01.228.474      | 18    | 65,76 | 13    | 23,27 | 4     | 5,03 | 1     | —     | —     | 2,30 | —     | 3,64   | —      | 73,01             |
| Kalutara                          | 0.0700.256      | 10    | 64,08 | 8     | 24,56 | 2     | 4,77 | —     | —     | —     | 2,35 | —     | 4,24   | —      | 76,79             |
| Mahanuwara                        | 0.0812.578      | 12    | 58,76 | 8     | 28,86 | 4     | 2,83 | —     | —     | —     | 2,34 | —     | 7,21   | —      | 77,02             |
| Matale                            | 0.0288.073      | 5     | 65,53 | 4     | 25,67 | 1     | 2,62 | —     | —     | —     | 2,29 | —     | 3,89   | —      | 76,69             |
| Nuwara Eliya                      | 0.0422.977      | 8     | 54,47 | 5     | 31,21 | 3     | 1,19 | —     | —     | —     | 3,07 | —     | 9,97   | —      | 80,49             |
| Galle                             | 0.0610.052      | 9     | 70,54 | 7     | 18,93 | 2     | 4,91 | —     | —     | —     | 3,11 | —     | 2,51   | —      | 74,43             |
| Matara                            | 0.0478.379      | 7     | 73,63 | 6     | 15,21 | 1     | 7,76 | —     | —     | —     | 1,60 | —     | 1,80   | —      | 75,95             |
| Hambantota                        | 0.0374.017      | 7     | 75,10 | 6     | 13,84 | 1     | 8,39 | —     | —     | —     | 1,34 | —     | 1,33   | —      | 79,68             |
| Jaffna                            | 0.0359.130      | 7     | —     | —     | 03,78 | —     | 0,24 | —     | 31,46 | 3     | 1,82 | —     | 62,70  | 4      | 68,92             |
| Vanni                             | 0.0207.837      | 6     | 20,46 | 1     | 18,23 | 1     | 0,32 | —     | 33,64 | 3     | 0,63 | —     | 26,72  | 1      | 39,60             |
| Batticaloa                        | 0.0298.012      | 5     | 11,22 | 1     | 09,52 | —     | 0,12 | —     | 26,66 | 2     | 0,28 | —     | 52,20  | 2      | 76,83             |
| Digamadulla                       | 0.0385.997      | 7     | 32,65 | 3     | 26,50 | 2     | 1,31 | —     | 06,54 | —     | 1,67 | —     | 31,33  | 2      | 78,28             |
| Trincomalee                       | 0.0212.992      | 4     | 32,25 | 1     | 40,56 | 2     | 1,05 | —     | 18,58 | 1     | 0,83 | —     | 6,73   | —      | 78,62             |
| Kurunegala                        | 0.0971.243      | 15    | 66,92 | 11    | 25,21 | 4     | 3,74 | —     | —     | —     | 2,76 | —     | 1,37   | —      | 75,45             |
| Puttalam                          | 0.0385.221      | 8     | 57,26 | 5     | 20,81 | 2     | 2,58 | —     | —     | —     | 2,58 | —     | 16,77  | 1      | 67,47             |
| Anuradhapura                      | 0.0506.902      | 9     | 67,95 | 7     | 23,63 | 2     | 4,83 | —     | —     | —     | 1,63 | —     | 1,96   | —      | 78,19             |
| Polonnauwa                        | 0.0245.519      | 5     | 73,66 | 4     | 19,46 | 1     | 2,77 | —     | —     | —     | 2,66 | —     | 1,45   | —      | 78,99             |
| Badulla                           | 0.0498.795      | 9     | 62,06 | 6     | 28,93 | 3     | 3,87 | —     | —     | —     | 1,84 | —     | 3,30   | —      | 80,43             |
| Monaragala                        | 0.0280.885      | 6     | 74,12 | 5     | 19,28 | 1     | 4,07 | —     | —     | —     | 1,24 | —     | 1,29   | —      | 80,93             |
| Ratnapura                         | 0.0648.614      | 11    | 68,86 | 8     | 24,01 | 3     | 2,72 | —     | —     | —     | 1,98 | —     | 2,43   | —      | 77,38             |
| Kegalle                           | 0.0500.207      | 9     | 66,29 | 7     | 26,25 | 2     | 2,81 | —     | —     | —     | 2,43 | —     | 2,22   | —      | 76,70             |
| Gesamtergebnis                    | 11.203.798      | 196   | 59,09 | 128   | 23,90 | 47    | 3,84 | 2     | 2,82  | 9     | 2,15 | —     | 8,20   | 10     | 75,90             |
| Quelle: Wahlkommission Sri Lankas |                 |       |       |       |       |       |      |       |       |       |      |       |        |        |                   |

1. ↑  Davon Ahila Ilankai Thamil Congress (AITC) 15,4 %, Sri Lanka Freedom Party (SLFP) 13.75 %, Eelam People’s Democratic Party (EPDP) 12.75 %, Thamil Makkal Thesiya Kuttani (TMTK) 10,0 %.
2. ↑  Davon AITC 1, SLFP 1, EPDP 1, TMTK 1.
3. ↑  Davon EPDP 5,44 %, Social Democratic Party of Tamils (SDPT) 10 %.
4. ↑  Davon EPDP 1.
5. ↑  Davon Thamil Makkal Viduthalai Pulikal (TMVP) 22,71 %, Sri Lanka Muslim Congress (SLMC) 11,55 %, United Peace Alliance (UPA) 10 %.
6. ↑  Davon TMVP 1, SLMC 1.
7. ↑  Davon All Ceylon Makkal Congress (ACMC) 11,22 %, National Congress (NC) 10,08 %.
8. ↑  Davon ACMC 1, NC 1.
9. ↑  Davon Muslim National Alliance (MNA) 14,53 %.
10. ↑  Davon MNA 1.

### Wahlkarten

Stimmenstärkste Parteien in den 22 Wahlkreisen: SLPP SJB ITAK
Mehrheiten in den 160 Stimmbezirken: SLPP SJB ITAK SLFP EPDP Sonstige

## Bewertung
Das Wahlergebnis bedeutete eine radikale Wandlung in den parteipolitischen Verhältnissen in Sri Lanka. Das traditionelle Zweiparteiensystem aus UNP und SLFP wurde zugunsten eines neuen Zweiparteiensystems, bestehend aus den Nachfolgeparteien SJB und SLPP abgelöst. Die SLPP unter Mahinda Rajapaksa, der auch der Staatspräsident Gotabaya Rajapaksa angehört, errang 145 von 225 Sitzen im Parlament (64,4 %) und verfehlte damit knapp die für Verfassungsänderungen erforderliche Zweidrittelmehrheit (150 Sitze). Allerdings hatten mindestens vier kleinere, im neuen Parlament vertretene Parteien angekündigt, künftig mit der SLPP-Regierung zusammenarbeiten zu wollen, so dass die künftige Regierung vermutlich über eine verfassungsändernde Mehrheit verfügen wird. Insgesamt war von Wahlbeobachtern ein Sieg der SLPP erwartet worden, jedoch meist nicht in diesem Ausmaß. Von Kritikern des Rajapaksa-Familienclans wurden Befürchtungen geäußert, dass die starke Machtkonzentration in den Händen einer Familie zu einer Erosion der Unabhängigkeit staatlicher Institutionen in Sri Lanka führen könnte. Insbesondere die Kompetenzen der Provinzräte (provincial councils) als Organe der regionalen Selbstverwaltung könnten wieder eingeschränkt werden, was vor allem die Regionalautonomie der tamilischen Minderheit beträfe.